# Tedania levigotylota
Tedania levigotylota är en svampdjursart som beskrevs av Kazuo Hoshino 1981. Tedania levigotylota ingår i släktet Tedania och familjen Tedaniidae. Inga underarter finns listade i Catalogue of Life.